# Kid Lucky
Kid Lucky er en fransk humoristisk tegneserie om den berømte cowboy Lucky Luke som barn. I første omgang blev der udgivet to album med lange historier i 1995 og 1997. I 2011 blev serien genoptaget med album, der hovedsageligt består af ensides historier. Sidstnævnte udgives på dansk af Forlaget Zoom.

## Handling
I de to første album rejser den forældreløse dreng Lucky Luke rundt i Det Vilde Vesten sammen med en gammel guldgraver. Undervejs redder han føllet Jolly Jumper og møder for første gang de unge Dalton-brødre.
Ved genoptagelsen blev der indledt med en baggrundshistorie om, hvordan Lucky Luke blev fundet som lille. Resten af serien består hovedsageligt af ensides historier om Lucky Lukes barndom hos en plejemor i Nothing Gulch og han og hans venner oplevelser.

## Baggrund
Tegneserien om den voksne Lucky Luke blev startet af Morris i 1946. I 1990'erne gav han Jean Léturgie og makkerparret Pearce mulighed for at begynde en serie om Lucky Lukes barndom. Pearce tegnede serien i en stil der var tilpasset Morris'. Før udgivelsen af det andet album, Oklahoma Jim, i 1997, kom det imidlertid til uoverensstemmelser mellem Pearce og forlaget Lucky Productions. Den franske originaludgave blev ikke solgt på normal vis men udgivet som et gratis bilag, der i dag er et efterspurgt samlerobjekt. Derefter indstillede Morris serien. Først i 2011 genoptog hans efterfølger Achdé serien, som han selv tegner. Desuden blev serien ændret fra lange historier til album med ensides historier.

## Album
På fransk blev de to første album udgivet af Lucky Comics som en del af den almindelige albumserie. Ved genoptagelsen med det tredje bind blev det til en selvstændig serie.
På dansk blev det første album udgivet som Lucky Kid 1: Lucky Luke som barn. Det efterfølgende album, Oklahoma Jim, blev imidlertid udgivet som nr. 59 i den almindelige serie. Senere blev det første album så genudgivet som nr. 72 i den almindelige serie med titlen Kid Lucky. Ved genoptagelsen blev det på ny til en selvstændig serie ligesom i Frankrig. De danske album i den genoptagede serie udgives af Forlaget Zoom i modsætning til serien om den voksne Lucky Luke, der udgives af Cobolt.
- 1995: Lucky Luke som barn / Kid Lucky (Kid Lucky)
- 1997: Oklahoma Jim (Oklahoma Jim)
- 2011: Cowboy-lærlingen (L'apprenti cow-boy)
- 2013: Et godt greb! (Lasso périlleux)
- 2016: Squaw-statuen (Statue Squaw)
- 2018: Følg pilen (Suivez la flèche)
- 2019: Kid eller dobbelt (Kid ou double)